# Horta Sivly Aliba
Horta Syvly Aliba  née le 15 septembre 1985 est une handballeuse professionnelle tchadienne.
La jeune sportive arrive en France en 2004 où elle décroche un contrat, ce qui lui a permis de jouer pendant trois ans en D1 à Angoulême. Avec ce club, elle fut deux fois championne de France (2006 et 2007) avant de le quitter pour le PEC/JC Handball Féminin, à Poitiers, dans lequel elle a joué pendant un an.
Elle joue maintenant au club de Celles-sur-Belle où elle a signé un contrat de deux ans. Horta fait partie des rares joueuses de handball qui jouent dans deux postes à la fois. Aujourd'hui, elle est capable de jouer aux postes d'arrière gauche et droit.
Elle entraine aussi les moins de 14 ans. Une expérience qu'elle compte mettre au service de sa nation, le Tchad.

## Anecdotes
- Elle affirme dans une interview :  « je suis prête à défendre les couleurs du Tchad mais jamais on me fait appel pour renforcer l’équipe nationale. Dans ce contexte comment pourrai-je défendre mon pays ?»
- Horta déclara dans un article publié sur le site Rafigui : «Je compte servir mon pays mais si d’ici 2 ans on ne me sollicite pas, je changerai de nationalité»[1]